# Mirta Hortas
Mirta Hortas (Buenos Aires, 25 de octubre de 1949 - Buenos Aires, 3 de noviembre de 2022), aunque también puede figurar como Mirtha Horvas, fue una escritora y gestora cultural argentina.

## Biografía
Nació en Buenos Aires un 25 de octubre de 1949. De joven fue parte del núcleo fundador como cuentista del conocido taller literario Mario Jorge de Lellis. Allí conoció al escritor Jorge "Turco" Asís, quien luego sería su marido durante 30 años, y padre de sus hijos.
Comenzó a escribir de joven, publicando algunos de sus primeros cuentos en la revista literaria El Escarabajo de Oro, donde publicó el cuento Teléfono en el número 48 de julio-septiembre de 1974. También publicó cuentos en diferentes antologías en Argentina y España.
Posteriormente, vivió durante varios años en el extranjero, radicándose durante cinco años París y dos en Lisboa. Durante este tiempo se alejó de la escritura. Recién volvió al país a comienzos de la década del 2000, lo que coincidió con un regreso con la escritura, en esta etapa comenzó a escribir novelas. En el año 2005 presentó su primer libro El espejo ajeno, publicado por editorial Galerna; y diez años más tarde publicó El Tajo, y en 2019, el libro Punta Rasa, estos dos últimos con la editorial Paradiso. En estos años también se dedicó a dar conferencias y talles de lectura en diversas instituciones; así como realizó lecturas en radios.
Se desempeñó también como coordinadora de actividades culturales y asesora literaria. Además fue vicepresidenta de PEN Argentina (Poesía, Ensayo, Narrativa), junto con el cual realizó distintos eventos, en especial homenajes. Fue miembro de la Sociedad de Escritores Argentinos (SEA).
Falleció en Buenos Aires el día 3 de noviembre de 2022 a la edad de 73 años.